# Папуга-червонохвіст
Папуга-червонохвіст (Enicognathus) — рід папугоподібних птахів родини папугових (Psittacidae). Представники цього роду мешкають на півдні Південної Америки, в Чилі і Аргентині.

## Опис
Папуги-червонохвости — це відносно великі папуги, середня довжина яких становить 28-40 см. Характерною їх ознакою є довгий, клиноподібний, східчастий хвіст. Дзьоби папуг-червонохвостів відносно довгі, вигнуті, крила довгі, лапи міцні, з сильними вигнутими пазурами.

## Види
Виділяють два види:
- Папуга-червонохвіст короткодзьобий (Enicognathus ferrugineus)
- Папуга-червонохвіст довгодзьобий (Enicognathus leptorhynchus)

## Етимологія
Наукова назва роду Enicognathus походить від сполучення слів дав.-гр. πριων — дзьоб і  ουρα — хвіст.